# Wolfgang Michahelles
Wolfgang Michahelles war ein deutscher Verleger in Nürnberg. Bücher seines Unternehmens sind zwischen 1699 und 1716 nachweisbar.